# Просо обыкновенное
Про́со обыкнове́нное, или просо посевно́е (лат. Panicum miliaceum) — однолетнее травянистое растение, вид рода Просо (Panicum) семейства Злаки, или Мятликовые (Poaceae).  Одна из древнейших зерновых культур получившая распространение из Юго-Восточной Азии.

## Ботаническое описание

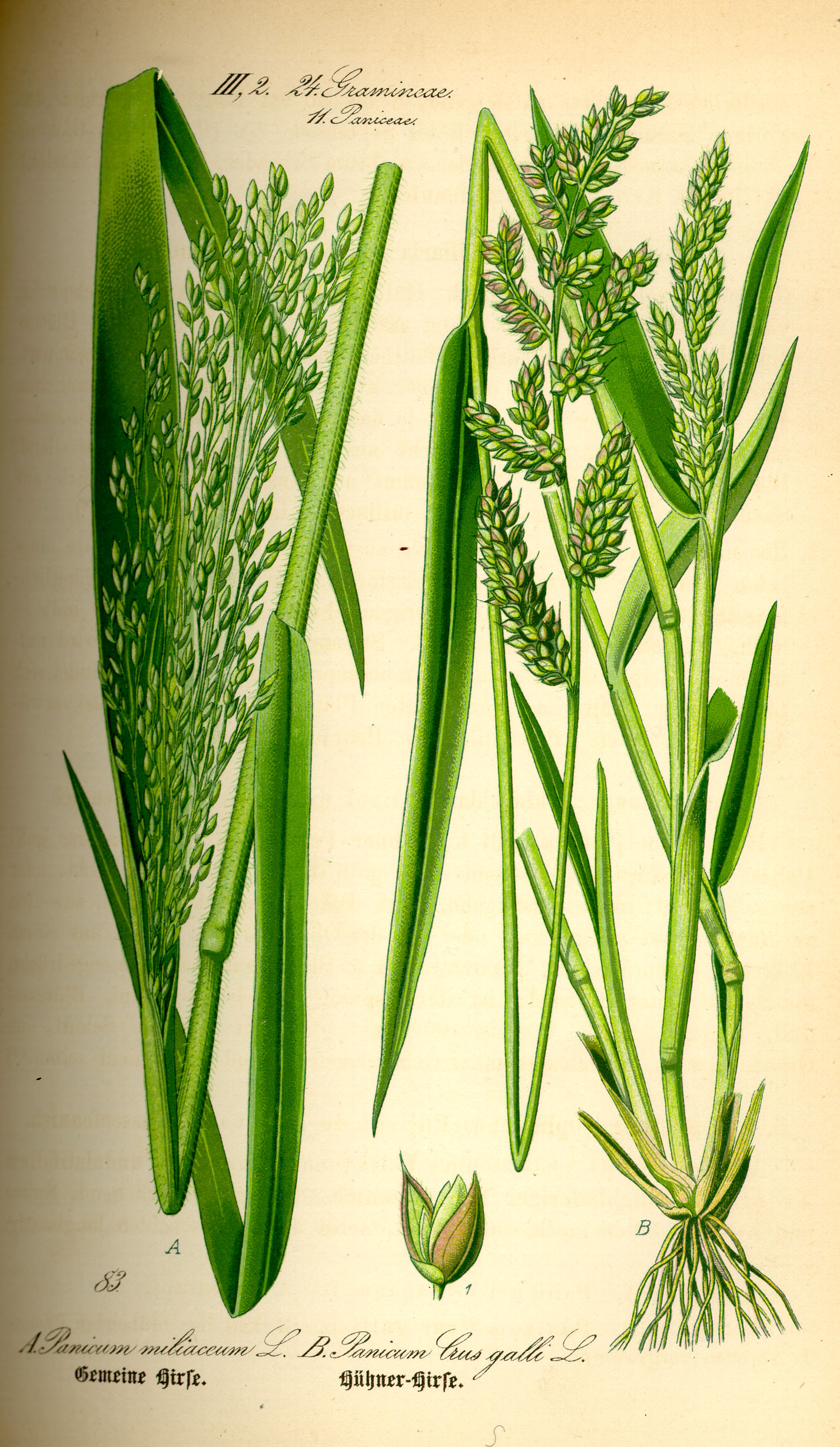
Просо обыкновенное (слева).

Однолетнее травянистое растение высотой 0,45—1,5 м. Несколько стеблей образуют куст.
Корень мочковатый, проникает в почву на глубину 1,5 м и более, в стороны на 1—1,2 м.
Стебель цилиндрический, полый, имеет до 10 узлов, слабо опушённый, ветвистый от корня.
Листья очерёдные, линейно-ланцетные, опушённые или голые, зелёные или красноватые, длиной 18—65 см, шириной 1,5—4 см.
Соцветие — метёлка длиной 10—60 см, на концах веточек которой сидят двухцветковые колоски длиной 3—6 мм. Один цветок в колоске обычно обоеполый, другой тычиночный или бесполый. В каждой метёлке формируется от 300 до 1000 зёрен. Масса 1000 зерновок 4—10 грамм.
Плод — округлая, овальная или удлинённая плёнчатая зерновка диаметром 1—2 мм, белой, жёлтой, красной, коричневой или другой окраски.

## Экология
Светолюбивое растение. В фазе всходов страдает от заморозков в -3 °С. Размножается семенами или вегетативно — побегами кущения. Семена сохраняют всхожесть 3—4 года. При прорастании семена поглощают только 25 % от своей массы. Хорошо отзывается на орошение. Засухоустойчиво, но в период прорастания и кущения для больших урожаев требует большое количество влаги. В среднем длина вегетационного периода 80 дней.
Возделывается на разных типах почв. Хорошо растёт на рыхлых, средних по механическому составу почвах. Предпочитает почву с нейтральной кислотностью, чистой от сорняков, обеспеченной питательными веществами в легкодоступной форме.
Среди основных болезней, поражающих растение: головня, аскохнтоз, фузариоз, гельминтоспориоз листьев; вредители: просяной комарик, кукурузный мотылёк, проволочник.

## Химический состав
Зерно содержит крахмал (54—83 %), белки (10—14 %), жир (2—4 %), клетчатку (7,9 %), каротин, витамины В1, В2 и PP, медь, никель, цинк, марганец.
| Что анализировалось | Воды (в %) | От абсолютного сухого вещества в % | От абсолютного сухого вещества в % | От абсолютного сухого вещества в % | От абсолютного сухого вещества в % | От абсолютного сухого вещества в % |
| Что анализировалось | Воды (в %) | золы                               | протеина                           | жира                               | клетчатки                          | БЭВ                                |
| ------------------- | ---------- | ---------------------------------- | ---------------------------------- | ---------------------------------- | ---------------------------------- | ---------------------------------- |
| Трава               | 74,4       | 8,2                                | 11,3                               | 3,1                                | 26,2                               | 51,2                               |
| Сено                | 13,0       | 9,5                                | 11,4                               | 2,8                                | 26,4                               | 49,9                               |
| Сено отавы          | 13,0       | 10,3                               | 10,7                               | 2,1                                | 31,8                               | 45,1                               |
| Силос               | 69,2       | 8,8                                | 10,7                               | 4,9                                | 27,3                               | 48,4                               |
| Зерна               | 13,0       | 4,5                                | 12,7                               | 4,4                                | 11,0                               | 67,4                               |
| Солома              | 16,0       | 8,1                                | 8,1                                | 2,4                                | 33,1                               | 48,3                               |

На 100 кг корма приходится 14,5—30,3 кормовых единиц и 1,3—3,4 кг переваримого протеина. На 100 кг зёрен 92,5—111 кормовых единиц и 7,4—10,9 кг переваримого протеина.

## Хозяйственное значение и применение

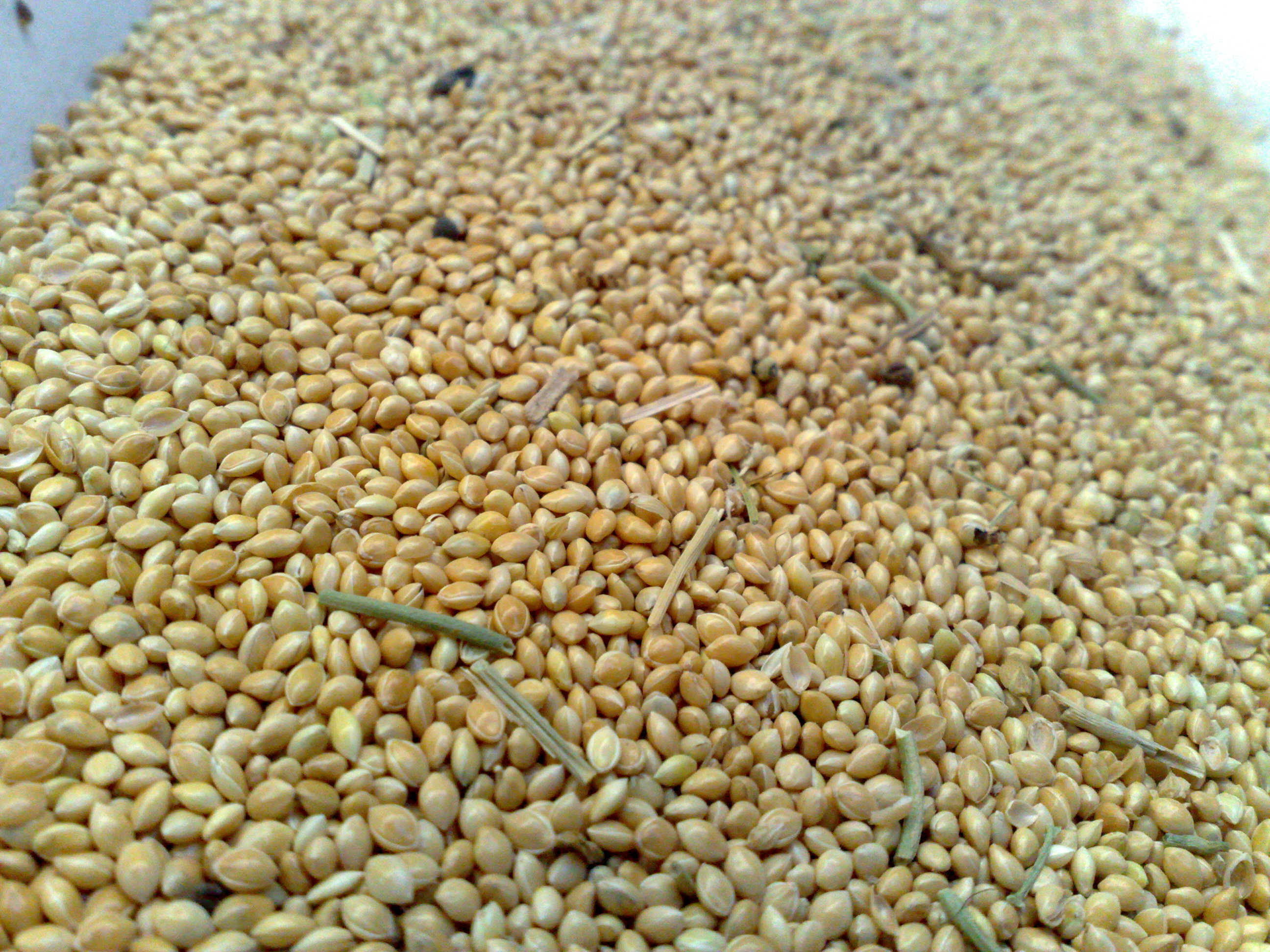
Зерно проса

Просо — ценная крупяная культура. Зерно (под названием пшено) идёт для приготовления супов, каши и других кулинарных изделий.
Зерна считаются хорошим откормочным кормом для домашней птицы и свиней. Отходы при переработке зерна на крупу идут на корм скоту. Поедание зелёной массы проса может приводить к отравлениям тонкорунных овец. Такие случаи отмечены в годы когда просо не вызревает и используется для выпаса в осенний период. Смертность высокая — 70—80 % животных погибают.
Урожайность 14—17 центнеров с гектара. В богатой наносной почве в 1943 году при засеве целины у реки Уил казахский хлебороб Чиганак Берсиев получил рекордный для злаков урожай в 200 центнеров с гектара — это примерно десять стаканов пшена с одного квадратного метра. 
Просо — одно из наиболее древних культурных растений Евразии. Просо впервые начали возделывать около 7000 лет назад в Китае и Закавказье. В больших объёмах возделывается в Индии, Китае и Северной Африке, где является важной сельскохозяйственной культурой. Также выращивается на Ближнем Востоке, в России и на Украине. В России возделывается, в основном, в засушливых областях Поволжья и Центрального Черноземья. В США выращивается в основном как птичий корм либо продаётся как экзотическая крупа для здорового питания.
Практически не содержит глютен, поэтому может быть рекомендовано для питания людям, страдающих от целиакии — врождённом заболевании, которое вызывается непереносимостью белка некоторых злаковых культур.
О мочегонном действии пшена упоминал ещё Авиценна. В народной медицине пшённое зерно применяют при лечении панкреатита, сахарного диабета, заболеваний печени, цистита и геморроя. Пшено стимулирует кроветворение. Пшённая каша показана при гипертонической болезни и заболеваниях сердечно-сосудистой системы. Однако у пожилых людей пшено может вызвать запоры. При гастрите с повышенной кислотностью пшённая каша вызывает изжогу.

### Производство
В 2014 году мировое производство проса составило более 28 миллионов тонн, из них на долю крупнейшего производителя, Индии, приходится более 40 % общего объёма.
| Крупнейшие производители проса (тысяч тонн) | Крупнейшие производители проса (тысяч тонн) | Крупнейшие производители проса (тысяч тонн) | Крупнейшие производители проса (тысяч тонн) | Крупнейшие производители проса (тысяч тонн) |
| Страна                                      | 2014 год                                    | 2016 год                                    | 2022 год                                    |                                             |
| ------------------------------------------- | ------------------------------------------- | ------------------------------------------- | ------------------------------------------- | ------------------------------------------- |
| Индия                                       | 11 420                                      | 10 280                                      | 11 849                                      |                                             |
| Нигер                                       | 3 322                                       | 3 886                                       | 3 657                                       |                                             |
| Китай                                       | 2 344                                       | 1 996                                       | 2 700                                       |                                             |
| Нигерия                                     | 1 385                                       | 1 469                                       | 1 941                                       |                                             |
| Мали                                        | 1 715                                       | 1 807                                       | 1 845                                       |                                             |
| Судан                                       | 1 245                                       | 1 449                                       | 1 675                                       |                                             |
| Эфиопия                                     | 915                                         | 1 017                                       | 1 150                                       |                                             |
| Сенегал                                     |                                             |                                             | 1 097                                       |                                             |
| Буркина-Фасо                                | 972                                         | 1 057                                       | 908                                         |                                             |
| Чад                                         | 695                                         | 726                                         | 694                                         |                                             |
| Непал                                       |                                             |                                             | 339                                         |                                             |
| Танзания                                    |                                             |                                             | 335                                         |                                             |
| Россия                                      | 493                                         | 630                                         | 308                                         |                                             |

## Ссылка
- Panicum miliaceum: информация о таксоне в проекте «Плантариум» (определителе растений и иллюстрированном атласе видов).  (Дата обращения: 10 февраля 2022)